# Pselliopus latifasciatus
Pselliopus latifasciatus är en insektsart som beskrevs av Barber 1924. Pselliopus latifasciatus ingår i släktet Pselliopus och familjen rovskinnbaggar. Inga underarter finns listade i Catalogue of Life.